# Carl Oppenheimer
Carl Nathan Oppenheimer (geboren am 21. Februar 1874 in Berlin; gestorben am 24. Dezember 1941 in Zeist in den Niederlanden) war ein deutscher Biochemiker.

## Leben
Carl Oppenheimer, ein Bruder von Franz Oppenheimer und Paula Dehmel, besuchte das Friedrichsgymnasium in Berlin und studierte ab 1891 Chemie und Medizin in Berlin, wo er 1894 mit einer Dissertation über Amidine, die er an der Tierärztlichen Hochschule anfertigte, bei Adolf Pinner zum Dr. phil. promoviert wurde. Anschließend studierte er 1896/97 an der Freiburg im Breisgau Medizin und legte dort 1897 die ärztliche Staatsprüfung ab. Anschließend war er 1898 in Berlin im Krankenhaus Moabit und promovierte zum Dr. med. mit einer Dissertation über die Untersuchung der Bleivergiftung mit Kaninchen als Versuchstieren. Nach Assistententätigkeit in Erlangen (ab 1899) am Physiologischen Institut kam er 1902 an das Tierphysiologische Institut der Landwirtschaftlichen Hochschule Berlin, wo er 1908 zum (nichtbeamteten) Honorarprofessor für Biochemie ernannt wurde. Er war dort bei Nathan Zuntz und wies nach, dass elementarer Stickstoff und Wasserstoff nicht am Stoffwechsel von Säugetieren beteiligt sind.
Oppenheimer wurde 1915 Leiter der Abteilung Volksernährungsfragen der neugegründeten Zentral-Einkaufs-Gesellschaft (ZEG) in Berlin, die der Kriegswirtschaft diente. 1917 wurde er Leiter der wissenschaftlichen Abteilung der G. A. Krause & Co. AG in München und war mit der Entwicklung von Arzneimitteln befasst. 1920 wechselte zur AG für chemische Produkte (vormals H. Scheidemandel) in Berlin, ebenfalls als Forschungsleiter und Manager. Dort führte er unter anderem Perlengelatine und Perlenleim in die Produktpalette ein. Nach seiner Entlassung 1936 emigrierte er vor nationalsozialistischer Verfolgung als Jude 1938 in die Niederlande, zunächst nach Den Haag und ab Oktober 1940 in Zeist.
Oppenheimer war Autor verbreiteter Lehrbücher der Chemie und Biochemie und Herausgeber bedeutender Werke und Zeitschriften auf biochemischem Gebiet. Damit trug er wesentlich zur Etablierung der Biochemie als eigenständiger Disziplin bei. Die erste Auflage seines Grundrisses der organischen Chemie veröffentlichte er noch 1895 als Student, sie erlebte bis 1930 vierzehn Auflagen. Von ihm stammte ein damaliges Standardwerk über Enzyme Die Fermente und ihre Wirkung, zuerst 1900 erschienen und in zweiter Auflage in vier Bänden und zwei Ergänzungsbänden 1925 bis 1939.
Er war Herausgeber des Handbuchs der Biochemie der Menschen und der Tiere (1909 bis 1913, in zweiter Auflage 1923 bis 1936) und mit Ludwig Pincussohn und später mit W. Weisbach der biologischen Datensammlung Tabulae Biologicae (1925 bis 1939).
1902 gründete er das Biochemische Centralblatt, ab 1910 Zentralblatt für Biochemie und Biophysik, und war bis 1921 der Herausgeber. 1936 bis 1940 war er Herausgeber der von ihm gegründeten und in den Niederlanden erschienenen Zeitschrift Enzymologia (die gleich 1937 die Arbeit von Hans Adolf Krebs und W. A. Johnson über den Zitronensäurezyklus veröffentlichte).
Er war Mitglied der Deutschen Chemischen Gesellschaft und der Berliner Physiologischen Gesellschaft. Im Jahr 1932 wurde er zum Mitglied der Leopoldina gewählt.
Er war seit 1904 mit Hedwig Luise Troplowitz verheiratet. Einer der Söhne des Ehepaares, Chanan (Hans) Oppenheimer (1905–1978), war später Professor für subtropischen Gartenbau in Israel.

## Veröffentlichungen
als Autor:

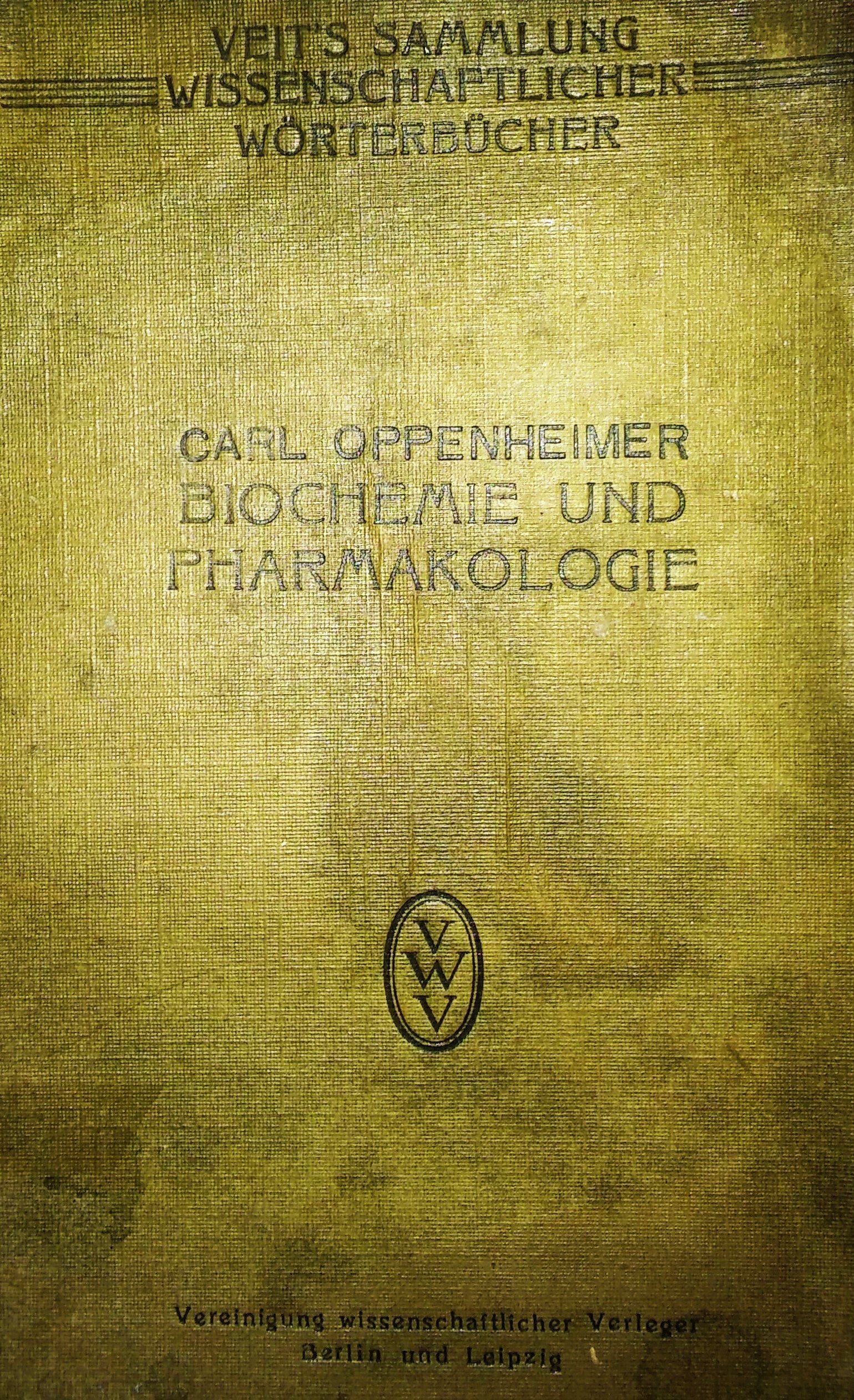
Biochemie und Pharmakologie

- Ueber die Wachsthums-Verhältnisse des Körpers und der Organe. Aus dem pathologischen Institut zu München (Inaugural-Dissertation). München: Oldenbourg, 1888
- Grundriß der organischen Chemie. Leipzig, Thieme, zuerst 1895
  - 4. Aufl. 1905
  - 8. Aufl. 1912
  - 10. Aufl. 1918
- Grundriß der anorganischen Chemie, Thieme, 15. Auflage 1934
  - 4. Aufl. 1907
- Grundriß der Biochemie für Studierende und Ärzte, Thieme 1912, später Grundriss der Physiologie. 1. Teil: Biochemie, Thieme, 6. Auflage 1929 (mit Otto Weiss)
  - Einführung in die allgemeine Biochemie, Archive, Ausgabe 1936
- Die Fermente und ihre Wirkungen. Leipzig: F. C. W. Vogel 1900, zweite Auflage 1925 bis 1939 in vier Bänden und zwei Ergänzungsbänden
  - Ausgabe 1900, Archive
- Toxine und Antitoxine. Jena: Gustav Fischer 1904
  - Archive, Ausgabe 1906
- Stoffwechselfermente, Sammlung Vieweg, Heft 22, Braunschweig: Vieweg 1914
- Kleines Wörterbuch der Biochemie und Pharmakologie (= Veits Sammlung wissenschaftlicher Wörterbücher, hrsg. von Carl Walter Schmidt). Vereinigung Wiss. Verleger / Walter de Gruyter & Co., Berlin 1920 (Digitalisat)
- Der Mensch als Kraftmaschine. Leipzig: Thieme 1921
- Kurzes Lehrbuch der Chemie in Natur und Wirtschaft, 2 Bände, Leipzig: Thieme, 1923, 2. Auflage 1928
- mit Richard Kuhn: Lehrbuch der Enzyme. Leipzig: Georg Thieme 1927
- Chemische Grundlagen der Lebensvorgänge. Leipzig: Georg Thieme 1933

als Herausgeber:
- Handbuch der Biochemie des Menschen und der Tiere, 8 Bände, G. Fischer, 2. Auflage 1923–1927, Ergänzungsband 1930, Erg.-W. 1933, 1934
- Biochemisches Zentralblatt (Herausgeber 1902–1922), später Berichte über die gesamte Physiologie. Berlin: Bornträger 1903 ff
- Enzymologia (acta biocatalytica). Den Haag [u. a.]: Junk 1936–1972.